# 金晨
金晨（ジン・チェン、1990年9月5日 - ）は山東省出身の回族の女優。
北京舞蹈学院の中国民俗舞踊学部を2007年に卒業。

## 経歴
2008年北京オリンピック開幕式の舞台表演に参加。2011年ドラマ『七種武器之孔雀翎』に出演し、芸能界デビュー。同年にはダンスバラエティ番組「舞動奇跡」のサードシーズンにて優勝。6歳の頃から舞踏教師である両親の影響を受けて学んできたという踊りの実力を発揮する。

## 人物
両親がダンスの先生である金晨は、子供の頃からダンスに大きな興味を持っており、6歳で父親と一緒にダンスを学び始めた。
10歳のときに上海市舞蹈学校に入学した。 現在は上海戯劇学院に所属するダンススクールとして知られている。
その後、金晨は北京舞踏学院へ入学し、2008年の北京オリンピックの開催式に参加した。 2009年には自身のダイダンス作品「花」で第9回「桃李杯」ダンスコンクールに参加し、「優秀パフォーマンス賞」を受賞。同年12月より広告雑誌の撮影に参加し始め、司会とバレエなどの振りつけ経験も豊富になっている。
2017年、会社のTangren Media契約紛争が発生した。訴訟中、9か月間ドラマを撮られなかったため、うつ状態になった。
2020年、「追い風に乗じ波浪をついて進む姉さん」（Sisters Who Make Waves）に参加し、公演の各ステージで786,303票を獲得し、最も高い票を獲得したが、個人の票数はオンライン投票の後期（特に生放送の夜）に、他の姉妹より低いので、最後にX−sisterのメンバーになれなかった。

## 作品

### テレビドラマ
| 放送年 | 邦題                            | 原題             | 役名               | 注記             |
| 2011年 |                                 | 七种武器之孔雀翎 | 后简               |                  |
| 2012年 |                                 | 楚汉争雄         | 虞姬               |                  |
| 2013年 |                                 | 桐柏英雄         | 韩梅霜             |                  |
| 2014年 |                                 | 雪鹰             | 洛雪               |                  |
| 2015年 | 陰陽法師-無心-                  | 无心法师         | 李月牙             | 網絡劇           |
| 2015年 |                                 | 秦时明月         | 赤练（虞姬）       |                  |
| 2016年 |                                 | 青丘狐传说       | 翁长亭             | 單元「长亭」主演 |
| 2016年 | 女医明妃伝〜雪の日の誓い〜      | 女医·明妃传      | 汪美麟             |                  |
| 2016年 |                                 | 仙剑云之凡       | 凌音/凌波          |                  |
| 2016年 |                                 | 极品家丁         | 萧玉若             |                  |
| 2017年 |                                 | 小情人           | 单单单             |                  |
| 2017年 |                                 | 鬼吹灯之牧野诡事 | 冰轮               | 网络剧           |
| 2018年 | 大江大河1〜大いなる夢への挑戦〜 | 大江大河         |                    |                  |
| 2018年 | 萌妃の寵愛絵巻                  | 萌妃驾到         | 步萌               |                  |
| 2019年 |                                 | 我们都要好好的   | 艾丽莎             |                  |
| 2019年 |                                 | 掩不住的阳光     | 苏梅               | 2013年拍攝       |
| 2020年 |                                 | 十日游戏         | 沈芸               | 网络剧           |
| 2020年 |                                 | 隐秘而伟大       | 沈青禾             |                  |
| 2020年 |                                 | 了不起的女孩     | 沈思怡             |                  |
| 2021年 | 玉楼春 〜君に詠むロマンス〜     | 玉楼春           | 許鳳翹             |                  |
| 2021年 | プラチナの恋人たち              | 你是我的榮耀     | シア・チン         | 网络剧           |
| 2022年 | 恋愛できない私たち              | 不会恋爱的我们   | ジャオ・ジアンユエ |                  |
| 2022年 | キミとの距離 -Fall in Love-     | 炽道             | ルオ・ナー         |                  |
| 待播   |                                 | 北辙南辕         | 戴小雨             | 网络剧           |

### 映画
| 公開年 | 邦題                    | 原題                 | 役名               | 注記 |
| 2011年 |                         | 小建的合唱團         |                    |      |
| 2012年 |                         | 可以做到             | 瑩瑩               |      |
| 2013年 |                         | 201314               | 温馨               |      |
| 2013年 |                         | 诡拼车               | 娇娇               |      |
| 2015年 |                         | 闺蜜心窍             | 宋婉嵚             |      |
| 2017年 |                         | 傲娇与偏见           | 莫墨               |      |
| 2017年 |                         | 鋼鐵飛龍之再見奧特曼 | 暴风               | 配音 |
| 2019年 | S.W.A.T.                | 特警隊               | 郭俏男             |      |
| 2020年 |                         | 父子拳王             | 宋彩儿             |      |
| 2022年 | 刺客                    | 青面修羅             | チン・シェンシェン |      |
| 2023年 | ノー・モア・ベット:孤注 | 孤注一擲             |                    |      |

## 受賞歴
| 年日       | 授賞式                       | 賞                     | 結果       |
| ---------- | ---------------------------- | ---------------------- | ---------- |
| 2013/06/15 | 第16屆上海國際電影節傳媒大獎 | 最佳新人女演員獎       | ノミネート |
| 2016/12/01 | 瑞麗粉絲節                   | 年度時尚閃耀女藝人獎   | 受賞       |
| 2016/12/22 | BEST TASTE 風格大賞          | 年度活力藝人           | 受賞       |
| 2016/12/25 | 放肆一下．移動視頻風雲盛典   | 短視頻人氣榜樣獎       | 受賞       |
| 2017/09/11 | 第74屆威尼斯國際電影節       | Kineo Anica 潛力新人獎 | 受賞       |
| 2017/09/21 | 瑞麗榜樣女性盛典             | 風尚慈善榜樣           | 受賞       |
| 2017/11/09 | 鳳凰時尚之選頒獎盛典         | 2017年度時尚人氣先鋒   | 受賞       |
| 2017/12/18 | COSMO時尚英麗盛典            | 年度美麗偶像           | 受賞       |
| 2019/11/09 | 2018風尚大賞                 | 年度人氣女明星獎       | 受賞       |
| 2020/01/01 | 2019国剧盛典                 | 青春演绎风格女演员     | 受賞       |
| 2020/09/15 | 第7届中国电视好演员奖        | 绿组年度好演员         | 受賞       |
| 2020/11/09 | 2020福布斯中国30岁以下精英榜 |                        | 受賞       |
| 2020/12/09 | 2020凤凰网时尚之选           | 年度时尚影响力人物     | 受賞       |

## 参照
1. ↑  “MIKE加盟《小情人》与金晨再过招”. 2016年1月27日時点のオリジナルよりアーカイブ。2021年1月31日閲覧。
2. ↑  “《孔雀翎》央视跨年 王建福纯爷们表演很给力-”. 搜狐娱乐. 2018年8月26日時点のオリジナルよりアーカイブ。2018年8月22日閲覧。
3. ↑  “《舞动奇迹》落幕 金晨、黎诺懿夺冠喜极而泣”. 腾讯娱乐. 2018年8月26日時点のオリジナルよりアーカイブ。2018年8月22日閲覧。
4. ↑  演员金晨回首抑郁往事:每天蓬头垢面,最绝望时想一死了之
5. ↑  【FULL】《乘風破浪的姐姐》成團之夜：無價之姐正式成團！見證姐姐高光時刻！Sisters Who Make Waves EP13【湖南衛視官方HD】影片1:21:36處